# Gary Sundgren
Kary Juhani Sundgren, detto Gary (Vammala, 25 ottobre 1967) è un allenatore di calcio ed ex calciatore svedese.

## Biografia
Uno dei suoi quattro figli, Daniel Sundgren, gioca anch'esso nell'AIK come terzino. Anche suo nipote Mikael Backlund è uno sportivo professionista, essendo un hockeista su ghiaccio militante nella NHL.

## Carriera

### Club
La carriera di Gary Sundgren è iniziata e si è svolta in gran parte nell'AIK, squadra in cui ha debuttato nel 1988. Nel giorno del suo 25º compleanno ha segnato la rete che ha assicurato la vittoria dell'Allsvenskan 1992 all'ultima giornata, con il diagonale della definitiva vittoria per 2-3 sul campo del Malmö FF.
Nel 1997 è approdato ne La Liga spagnola al Real Zaragoza, rimanendovi per cinque anni e vincendo nel frattempo la Coppa del Re 2000-2001. Al termine della stagione 2001-2002, conclusa con la retrocessione del club aragonese, Sundgren è ritornato al suo vecchio club, l'AIK, per terminare la carriera professionistica a 36 anni.
Successivamente è sceso in campo per due brevi parentesi nelle serie minori.

### Nazionale
Tra il 1994 e il 2002 Sundgren ha collezionato 30 presenze con la nazionale maggiore, partecipando anche ai campionati europei 2000 disputati tra Belgio e Paesi Bassi.

## Statistiche

### Cronologia presenze e reti in nazionale
| Cronologia completa delle presenze e delle reti in nazionale ― Svezia | Cronologia completa delle presenze e delle reti in nazionale ― Svezia | Cronologia completa delle presenze e delle reti in nazionale ― Svezia | Cronologia completa delle presenze e delle reti in nazionale ― Svezia | Cronologia completa delle presenze e delle reti in nazionale ― Svezia | Cronologia completa delle presenze e delle reti in nazionale ― Svezia | Cronologia completa delle presenze e delle reti in nazionale ― Svezia | Cronologia completa delle presenze e delle reti in nazionale ― Svezia |
| Data                                                                  | Città                                                                 | In casa                                                               | Risultato                                                             | Ospiti                                                                | Competizione                                                          | Reti                                                                  | Note                                                                  |
| --------------------------------------------------------------------- | --------------------------------------------------------------------- | --------------------------------------------------------------------- | --------------------------------------------------------------------- | --------------------------------------------------------------------- | --------------------------------------------------------------------- | --------------------------------------------------------------------- | --------------------------------------------------------------------- |
| 24-2-1994                                                             | Fresno                                                                | Messico                                                               | 2 – 1                                                                 | Svezia                                                                | Amichevole                                                            | -                                                                     |                                                                       |
| 1-6-1995                                                              | Solna                                                                 | Svezia                                                                | 1 – 1                                                                 | Islanda                                                               | Qual. Euro 1996                                                       | -                                                                     |                                                                       |
| 8-6-1995                                                              | Leeds                                                                 | Inghilterra                                                           | 3 – 3                                                                 | Svezia                                                                | Umbro Cup                                                             | -                                                                     |                                                                       |
| 10-6-1995                                                             | Nottingham                                                            | Giappone                                                              | 2 – 2                                                                 | Svezia                                                                | Umbro Cup                                                             | -                                                                     |                                                                       |
| 24-4-1996                                                             | Belfast                                                               | Irlanda del Nord                                                      | 1 – 2                                                                 | Svezia                                                                | Amichevole                                                            | -                                                                     |                                                                       |
| 9-5-1996                                                              | Helsingborg                                                           | Svezia                                                                | 2 – 1                                                                 | Slovacchia                                                            | Amichevole                                                            | -                                                                     |                                                                       |
| 16-5-1996                                                             | Seul                                                                  | Corea del Sud                                                         | 0 – 2                                                                 | Svezia                                                                | Amichevole                                                            | -                                                                     |                                                                       |
| 1-6-1996                                                              | Solna                                                                 | Svezia                                                                | 5 – 1                                                                 | Bielorussia                                                           | Qual. Mondiali 1998                                                   | -                                                                     |                                                                       |
| 14-8-1996                                                             | Göteborg                                                              | Svezia                                                                | 0 – 1                                                                 | Danimarca                                                             | Amichevole                                                            | -                                                                     |                                                                       |
| 1-9-1996                                                              | Riga                                                                  | Lettonia                                                              | 1 – 2                                                                 | Svezia                                                                | Qual. Mondiali 1998                                                   | -                                                                     |                                                                       |
| 10-11-1996                                                            | Glasgow                                                               | Scozia                                                                | 1 – 0                                                                 | Svezia                                                                | Qual. Mondiali 1998                                                   | -                                                                     |                                                                       |
| 9-2-1997                                                              | Bangkok                                                               | Romania                                                               | 0 – 2                                                                 | Svezia                                                                | King's Cup 1997                                                       | -                                                                     | cap.                                                                  |
| 13-2-1997                                                             | Bangkok                                                               | Giappone                                                              | 0 – 1                                                                 | Svezia                                                                | King's Cup 1997                                                       | -                                                                     | cap. 75’                                                              |
| 16-2-1997                                                             | Bangkok                                                               | Thailandia                                                            | 1 – 3                                                                 | Svezia                                                                | King's Cup 1997                                                       | 1                                                                     |                                                                       |
| 2-4-1997                                                              | Parigi                                                                | Francia                                                               | 1 – 0                                                                 | Svezia                                                                | Amichevole                                                            | -                                                                     | 56’                                                                   |
| 30-4-1997                                                             | Göteborg                                                              | Svezia                                                                | 2 – 1                                                                 | Scozia                                                                | Qual. Mondiali 1998                                                   | -                                                                     |                                                                       |
| 22-5-1997                                                             | Stoccolma                                                             | Svezia                                                                | 2 – 2                                                                 | Polonia                                                               | Amichevole                                                            | -                                                                     |                                                                       |
| 8-6-1997                                                              | Tallinn                                                               | Estonia                                                               | 2 – 3                                                                 | Svezia                                                                | Qual. Mondiali 1998                                                   | -                                                                     |                                                                       |
| 6-8-1997                                                              | Malmö                                                                 | Svezia                                                                | 1 – 0                                                                 | Lituania                                                              | Amichevole                                                            | -                                                                     | 66’                                                                   |
| 20-8-1997                                                             | Minsk                                                                 | Bielorussia                                                           | 1 – 2                                                                 | Svezia                                                                | Qual. Mondiali 1998                                                   | -                                                                     |                                                                       |
| 10-9-1997                                                             | Stoccolma                                                             | Svezia                                                                | 1 – 0                                                                 | Lettonia                                                              | Qual. Mondiali 1998                                                   | -                                                                     |                                                                       |
| 11-10-1997                                                            | Solna                                                                 | Svezia                                                                | 1 – 0                                                                 | Estonia                                                               | Qual. Mondiali 1998                                                   | -                                                                     |                                                                       |
| 25-3-1998                                                             | Vigo                                                                  | Spagna                                                                | 4 – 0                                                                 | Svezia                                                                | Amichevole                                                            | -                                                                     | 70’                                                                   |
| 14-10-1998                                                            | Burgas                                                                | Bulgaria                                                              | 0 – 1                                                                 | Svezia                                                                | Qual. Euro 2000                                                       | -                                                                     | 76’                                                                   |
| 27-3-1999                                                             | Göteborg                                                              | Svezia                                                                | 2 – 0                                                                 | Lussemburgo                                                           | Qual. Euro 2000                                                       | -                                                                     |                                                                       |
| 9-10-1999                                                             | Solna                                                                 | Svezia                                                                | 2 – 0                                                                 | Polonia                                                               | Qual. Euro 2000                                                       | -                                                                     | 46’ 84’                                                               |
| 23-2-2000                                                             | Palermo                                                               | Italia                                                                | 1 – 0                                                                 | Svezia                                                                | Amichevole                                                            | -                                                                     |                                                                       |
| 26-4-2000                                                             | Copenaghen                                                            | Danimarca                                                             | 0 – 1                                                                 | Svezia                                                                | Amichevole                                                            | -                                                                     | 46’                                                                   |
| 3-6-2000                                                              | Göteborg                                                              | Svezia                                                                | 1 – 1                                                                 | Spagna                                                                | Amichevole                                                            | -                                                                     | 46’                                                                   |
| 15-6-2000                                                             | Eindhoven                                                             | Svezia                                                                | 0 – 0                                                                 | Turchia                                                               | Euro 2000 - 1º turno                                                  | -                                                                     |                                                                       |
| Totale                                                                |                                                                       | Presenze                                                              | 30                                                                    |                                                                       | Reti                                                                  | 1                                                                     |                                                                       |

## Palmarès
- Campionato svedese: 1

AIK: 1992
- Coppa di Svezia: 2

AIK: 1995-96, 1996-97
- Coppa di Spagna: 1

Real Saragozza: 2000-01